# Лече Неи Марси
Лече Неи Марси (итал. Lecce Nei Marsi) је насеље у Италији у округу Л'Аквила, региону Абруцо.
Према процени из 2011. у насељу је живело 1730 становника. Насеље се налази на надморској висини од 738 м.

## Становништво
Према резултатима пописа становништва 2011. у општини је живело 1.735 становника.
| 1931. | 1936. | 1951. | 1961. | 1971. | 1981. | 1991. | 2001. | 2011. |
| ----- | ----- | ----- | ----- | ----- | ----- | ----- | ----- | ----- |
| 2.130 | 2.235 | 2.252 | 2.231 | 1.847 | 1.739 | 1.699 | 1.752 | 1.735 |

## Партнерски градови
- Atri
- Општина Фауреј